# Соломонова Острва на Светском првенству у атлетици на отвореном 2015.
Соломонова Острва су учествовала на Светском првенству у атлетици на отвореном 2015. одржаном у Пекингу од 12. до 30. августа, данаести пут. Репрезентацију Соломонских Острва представљао је један атлетичар који се такмичио у трци на 100 метара.,.
На овом првенству Соломонова Острва нису освојила ниједну медаљу. Оборен је само један лични рекорд.

## Учесници
Мушкарци:
- Claytus Taqimama — 100 м

## Резултати

### Мушкарци
| Атлетичар        | Дисциплина | Лични рекорд | Предтакмичење | Предтакмичење | Квалификације       | Квалификације       | Полуфинале          | Полуфинале          | Финале              | Финале       | Детаљи |
| Атлетичар        | Дисциплина | Лични рекорд | Резултат      | Место         | Резултат            | Место               | Резултат            | Место               | Резултат            | Место        | Детаљи |
| ---------------- | ---------- | ------------ | ------------- | ------------- | ------------------- | ------------------- | ------------------- | ------------------- | ------------------- | ------------ | ------ |
| Claytus Taqimama | 100 м      |              | 11,58 ЛР      | 8. у гр 3     | Није се квалификово | Није се квалификово | Није се квалификово | Није се квалификово | Није се квалификово | 63 / 68 (71) |        |